# Senyoria de Sainte Suzanne
La senyoria de Sainte Suzanne fou una jurisdicció feudal de Normandia originada al castell i la ciutat de Sainte-Suzanne (Mayenne) la qual va conèixer en 1.000 anys cinquanta senyors o propietaris successius entre les quals les famílies de Beaumont, de Beaumont-Brienne, d'Alençon, d'Albret, el rei de França i de Navarra, les famílies Fouquet de la Varenne, de Xampanya, de Choiseul-Praslin, les de Beauvau-Craon o la de Vaulogé. El castell és avui propietat del Departament del Mayenne.

Quarterat, al primer de França amb bordura de gules carregada de 16 besants d'argent (família d'Alençon), al segon xebronat d'or i de gules de 8 peces (família d'Hubert de Beaumont), al tercer erminis a 3 cinquefoils de gules (Ambrosi de Loré), i al quart de gules al llebrer de plata lluitat de França (família Fouquet de la Varenne)

## Segle X
- 1 (hipòtesi) La història de la terra de Sainte-Suzanne a la fi del segle IX i al començament del X és poc coneguda: un personatge no identificat es suposa que es va casar amb una Llucia de Sainte-Suzanne[1]
- 2 (hipòtesi) El comte del Maine Rotger o Roger de Maine (866 - > 900)[2] casat amb Rotilda de França, filla del rei Carles II el Calb i de Riquilda de Provença, i vídua d'Hug de Bourges[3]
- 3 (hipòtesi)Pot ser[3] el comte del Maine Hug I (~ 891 - > 939- 940), fill de Roger de Maine i de Rotilda de França, sigui el vescomte  Raül II de Beaumont-au-Maine (testimoniat el 895, 898 i probablement el 937?).[4]
- 4   Raül III de Beaumont-au-Maine (vers 957 - mort després de 1003), germà del bisbe del Mans, Mainard[5] casat en primeres noces amb Guinar i en segones amb Godeheult (o Godehelt o Godehildis) de Bellême, filla d'Ives I de Belleme i de Godehilda del Maine.[6] L'Abat Angot ha establert que va ser el 985-989 el restaurador de l'abadia d'Évron. Va anar a Roma a fer confirmar pel papa Joan XVI, la seva fundació d'Évron.[7]

## Segle XI
- 5  Raül IV de Beaumont-au-Maine (vers 1010 - < 1040) casat abans de 1012 amb Hildegarda, Raül IV va cedir a Geoffroy de Sablé, el seu germà, el terreny necessari a la construcció i a la dotació de Solesmes (~ 1010). Vescomte del Maine de vers 1010 a 1040.

- 6  Raül V de Beaumont-au-Maine o Roscelí († 1067) casat abans de 1045 amb Emma o Emmelina de Montreveau,[8] († 12 de setembre de 1058), filla d'Esteve de Montreveau (o Montrevault), i d'Audeburga del Lude, neboda per la seva mare d'Hubert de Vendôme, bisbe d'Angers (1010- 1047). Vescomte del Maine de vers 1010 a 1040.,[9] Casat en segones noces vers 1060 amb Cana de Pontlevoie, filla de Galduí senyor de Pontlevoie.[10] Fundà el Priorat de Vivoin entre 1058 i 1062.

- 7  Hubert de Beaumont-au-Maine (vers 1030 – † < 24 de maig de 1095) casat el 6 de desembre de 1067 amb Ermengarda de Nevers, filla de Guillem I de Nevers  i d'Ermengarda de Tro, rebesneta d'Hug Capet. Vescomte de Maine de 1067 a vers 1095. Designat també com Hubert de Sainte-Suzanne, fou vanament assetjat durant quatre anys (1083- 1086) per les tropes de Guillem I d'Anglaterra .
  - La seva filla Godeheult (o Godehilda) va ser la primera abadessa de l'abadia d'Étival-en-Charnie.

- 8  Raül VII de Beaumont-au-Maine o Roscelí, (vers 1060 - † vers 1131) casat el 1095 amb Adenor de Laval, filla de Guiu II de Laval i de Dionisia de Mortain. Raül de Beaumont, que troba l'ermità Sant Alleaume (company i deixeble de Robert d'Arbrissel), fundà el 1109 l'abadia d'Étival-en-Charnie; la seva germana Godeheult (o Godehilde) en fou la primera abadessa. Vescomte de Maine abans de 1096 i fins a vers 1131.)

## Segle XII
- 9  Roscelí de Beaumont-au-Maine (vers 1094 – † vers 1176) casat en primeres noces 1145 amb una dama desconeguda de la familia de Créspon i en segones vers 1145 amb Constància FitzRoy, cinquena de les vuit noies naturals d'Enric I d'Anglaterra, rei d'Anglaterra , i neta de Guillem I d'Anglaterra. Vescomte de Maine abans de 1145 i fins a vers 1176.

- 10  Richard I de Beaumont-au-Maine (vers 1137 – † vers 1196), rebesnet d'Hubert II i besnet de Guillem el Conqueridor , casat després de 1170 amb Llucia de l'Aigle o Lucia de l'Aigle, filla de Ricard II, baró de l'Aigle, i de Beatriu, besneta de Riquer de l'Aigle. Vescomte del Maine de vers 1176 fins a la seva mort el 1196.
  - Ermengarda de Beaumont-au-Maine, la seva fillanoia († 1234), es va casar el 5 de setembre de 1186 amb Guillem I d'Escòcia  "el Lleó", (rei d'Escòcia de 1165 a 1214).
  - Guillem de Beaumont-au-Maine, el seu fill (1177 - † 2 de setembre de 1240), va ser bisbe d'Angers.

- 11  Raül VIII de Beaumont-au-Maine (vers 1175 - † 11 d'agost de 1237) casat amb Agnès de La Flèche. Agnès seria una filla natural d'un dels tres últims reis d'Anglaterra, Enric II d'Anglaterra, Ricard Cor de Lleó Joan sense Terra. Vescomte de Maine de 1196 a 1237; pren el títol de vescomte de Sainte-Suzanne a partir de 1216, dona una renda a l'abadia d'Évron sobre la seva torrassa, pro turri quæ és in castro Sanctæ Suzannæ, i una altra sobre els seus molins a l'abadia d'Étival-en-Charnie.

- - El 1236, la neboda de Raül VIII, Margarida de Fiff, fundà, sobre un terreny donat pel seu oncle, la cartoixa del Parc-d'Orques a Saint-Denis-d'Orques.

## Segle XIII
- 12  Ricard II de Beaumont-au-Maine (vers 1205 – † vers 1242) casat abans de <1218 amb Mafalda o Matilde d'Amboise, filla de Sulpici III d'Amboise i d'Isabel de Chartres. Vescomte de 1237 a 1242.

- 13  Agnès de Beaumont-au-Maine (vers 1235 - † 1301), (germana i hereva del precedent) casada abans del 12 febrer de 1253 amb Lluís I d'Acre de Brienne,  (1225 - mort vers 1297/1301) fill de Joan de Brienne, (vers 1170 - mort 21 de març de 1237, rei de Jerusalem de 1210 a 1225), i de Berenguera de Lleó (després de 1199 - morta 1237), filla del rei Alfons IX de Lleó , i de Berenguera de Castella. Agnès fou vescomtessa de Beaumont-au-Maine[11] de vers 1242 a la seva mort (vers 1301); el seu espòs Lluís de Brienne va ser vescomte de Beaumont pel seu matrimoni (1253) fins a la seva mort (vers 1297/1301) i va aportar les seves armes, que van substituir les dels primers Beaumont.

- 14  Joan I de Beaumont-Brienne (vers 1255 - † 1306) casat en primeres noces amb Joana de la Guerche, filla de Guillem IV de La Guerche i d'Emma de Château-Gontier; i en segones el 1305 amb Maria (o Matilde), dama de Chantocé († 1306), filla de Gauthier VI Berthout senyor de Malines, i vídua de Maurici VI de Craon .

## Segle XIV
- 15  Robert de Beaumont-Brienne (vers 1270 - † 1327) casat el 25 d'agost de 1303 amb Maria de Châtelais († 1312), , filla de Maurici VI de Craon, senyor de Craon, de Savlé i de Chantocé, senescal d'Anjou, i de Maria Berthout de Malines; en segones noces es va casar el 1323 amb Maria d'Astort.

- 16  Joan II de Beaumont-Brienne (1302 - † 1355) casat en primeres noces amb Isabel d'Harcourt, filla Joan III d'Harcourt "el Fort" o "el Coix" († 1326) i d'Alix de Brabant-Aerschot († 1315); en segones, el 31 de desembre de 1330 amb Margarida de Valentinois, († 1380), filla d'Aymar IV comte de Valentinois,  i de Sibil·la dels Baus.[12]

- 17  Lluís II de Beaumont-Brienne (després de 1330 - mort sense fills a la batalla de Cocherel el 23 de maig de 1364, inhumat a la cartoixa del Parc-en-Charnie), fill de Joan II de Beaumont-Brienne i de la seva segona dona Margarida de Valentinois; es va casar el 1362 o 1363 amb Isabel de la Marca (mort el 1371), filla de Jaume I de La Marca  i de Joana de Chatillon, senyora de Condé i de Carency. Isabel es va casar de nou el 1364 amb Bucard VII comte de Vendôme († 1400).[13]

- 18  Maria de Beaumont-Brienne (vers 1325 - 1372), neboda de Lluís II, filla de Joan II de Beaumont-Brienne i de la seva primera dona Isabel d'Harcourt, casada vers 1340 amb Guillem Chamaillard, senyor d'Anthenaise (vers 1320 - mort vers 1391) fill de Joan Chamaillard i d'Emmanuela d'Anthenaise, que va esdevenir senyor de Sainte-Suzanne pel seu matrimoni. Li aporta en dot la castellania de Chources i la de Mézangers. Al mateix temps la baronia de Sainte-Suzanne es reagrupava amb les importants castellanies de la Ramée (antic priorat de l'abadia d'Évron a La Chapelle-Rainsouin) i de Thorigné.

## Segle XV
- 19 Marie Chamaillard d'Anthenaise (vers 1345 - Argentan, 18 de novembre de 1425) casada el 20 d'octubre de 1371 amb Pere II d'Alençon "el Noble" (1340 - 1404),  comte d'Alençon, de Perche i de Porhoet, fill de Carles II d'Alençon, comte d'Alençon i de Perche, et de Maria de Castella - La Cerda.

- 20  Joan III d'Alençon "el Savi" (9 de maig de 1385 - mort a la batalla d'Azincourt de 1415) casat el 29 de juny de 1396 amb Maria de Bretanya, senyora (dame) de La Guerche (morta el 1446), filla de Joan V l'Anglòfil  i de Joana de Navarra.

- 21  Joan IV d'Alençon "el Bo" (2 de març de 1409 - 1476), company de Joana d'Arc, que l'anomenava «le gentil duc» , casat el 1420 amb Joana (morta el 1432), filla de Carles duc d'Orleans, i en segones noces el 30 d'abril de 1437 amb Maria d'Armagnac (morta el 1473), filla de Joan IV d'Armagnac  i d'Isabel d'Evreux (filla de Carles III el Noble, rei de Navarra, i de Leonor de Castella).[14]

Una confessió de 1451 ens va saber que les parròquies de La Chapelle-Rainsouin, Brée i la terra de Roche-Pichemer, depenien del territori de la baronia de Sainte-Suzanne.
- 22  Renat d'Alençon (1454 - † 1 de novembre de 1492) casat el 14 de maig de 1488 amb Margarida de Lorena-Vaudémont (1463 - † 1521), fille de Ferry II de Vaudémont  i de Iolanda d'Anjou .[15]

## Segle XVI
- 23  Carles IV d'Alençon (2 de setembre de 1489 - † 11 d'abril de 1525) (recupera la baronia de Sainte-Suzanne el 1506), es va casar el 2 de desembre de 1509 amb Margarida d'Angulema (1492-1549), filla de Carles d'Orleans comte d'Angulema , i de Lluïsa de Savoia, i germana gran de Francesc I de França . Va combatre a la batalla de Marignan (Marignan) el 1515 i a Pavia el 24 de febrer de 1525 però va morir (sense fills) l'11 d'abril del mateix any.

- 24  La vídua Margarida va cedir en arrendament la baronia (acta datada el 1524 a Saint-Juste de Lió) però es casa de nou el 1527 amb Entic d'Albret (1503 - † 1555), rei de Navarra,  privant a la germana de Carles IV d'Alençon, Francesca d'Alençon (1490 - † 1550) , del seu heretatge sobre el vescomtat. Però el 1537/1543 és Francesca d'Alençon que apareix com a "baronessa" de Sainte-Suzanne. Per cartes patents del rei Francesc I de França, el vescomtat de Beaumont, Fresnay i Sainte-Suzanne, igual com les senyories de La Fleèche, Château-Gontier i la baronia del Saosnois, fou erigida en ducat-paria el setembre de 1543.

- 25  Joana d'Albret (1528 - † 1572) casada el 13 de juliol de 1541 amb Guillem de Cleves  (matrimoni anul·lat el 1546); i en segon matrimoni el 20 d'octubre de 1548 amb Antoni de Borbó (1518 - † 1562) .
  - Nota: Antoni de Borbó era el fill de  Francesca d'AlençoN, abans esmentada ( Ref. 24 ) i de Carles IV de Borbó-Vendôme , descendent de Lluís IX de França .

- 26  Enric de Navarra (13 de desembre de 1553 - † 14 de maig de 1610 assassinat per François Ravaillac), casat el 18 d'agost de 1572 amb Margarida de Valois (1553-1615) dita també Margarida de Valois o la reina Margot, filla d'Enric II de França rei de França , i de Caterina de Mèdici. Divorciats el 17 de desembre de 1599; casat en segones noces el 16 de desembre de 1600 amb Maria de Mèdici (1573 - 1642), filla de Francesc I de Mèdici  i de Joana d'Habsbourg, neboda de Carles V .
  - Nota: Enric de Borbó , fou després rei Enric IV de França  el 1589. Havia heretat Sainte-Suzanne a la mort de la seva mare Joana III de Navarra el 1572; El rei va ser doncs baró de Sainte-Suzanne durant 22 anys. El 1586, encara que part de les terres haguessin estat alienades per Enric IV, com la feudalitat havia estat reservada, el segell dels contractes és amb les armes de França  i de Navarra , amb aquestes paraules per a llegenda: Seel du roy de Navarre establí à Sainte-Suzanne. Sota el regnat de Lluís XIII de França, per la continuació de les mateixes reserves, es va servir del segell a les armes de França i de Navarra amb la inscripció L coronada, i en exergue: Segell del Tribunal de Sainte-Suzanne (1626).

- 27  El 16 de setembre de 1594, Enric IV de França va vendre la baronia de Sainte-Suzanne per 18.000 escuts, en dot a la seva dona Margarida de França dita la Reina Margot, que la posseí deu anys (1594- 1604).

## Seglexvii
- 28  Guillem Fouquet de la Varenne (1560 - 1616) casat amb Catherine Foussard; casat en segones noces amb Joanne de Poix Veuve Girard. Guillem Fouquet, senyor de la Varenne, va comprar el dot de la reina Margot el 25 de setembre de 1604 (Fouquet va pagar a la reina el 17 octobre, la quantitat de 14.200 escuts qui li va quedar a deure al moment de la compra) i va poder transmetre el vescomtat als descendents. Va construir el castell de La Flèche i el Castell de Sainte-Suzanne.

- 29  Renat I Fouquet de la Varenne (1586 - 1656) casat amb Jeanne Girard, filla de Joana de Poix i de Guy Girard de Saint-Romans-lès-Melle.

- 30  Renat II Fouquet de la Varenne (? - 1697, mort en duel)

- 31  Claudi II Fouquet de la Varenne (1635 - 1699), germà de Renat II, casat amb Maria-Francesca de Froulay de Tessé, filla de René III de Froulay senyor de Tessé, gran d'Espanya, mariscal de França, i de Maria-Francesca Aubert d'Aunay. Lluís XIV de França va intercanviar terres que el mariscal tebia a Versalles i Marly contra les terres reials de Beaumont i Fresnay.

## Seglexviii
- 32  « Anònim» de la Varenne (1699 - 1714), Nascut algunes setmanes després de la mort del seu pare. Sota tutela de René de Froulay de Tessé, mariscal de Tessé, el seu avi, i després de la seva mare Maria-Francesca, que es va casar de nou amb Joan-Francesc de Briqueville, senyor de la Luzerne.

- 33  Caterina-Francesca de la Varenne (vers 1625 - † 1661) casada el 29 de desembre de 1644 amb Hubert de Champagne de Villaines, Baró de Tucé (vers 1605 - † ?), [16] fill de Brandelis de Xampanya, marquès de Villaines (vers 1556 - † 1619), cavaller de l'Orde del Sant Esperit (5 de gener de 1597), mariscal de França, i d'Anna de Feschal  (vers 1580 o 1585 - † ?), filla de Joan de Feschal  (1554 - † 1610). Caterina-Francesca de la Varenne va ser hereva nascuda de manera pòstuma.

- 34  René-Brandelys de Champagne de Villaines (vers 1645 o 1650 - † 5 d'abril de 1723), casat el 6 de juny de 1702 amb Teresa Le Royer des Forges (20 de març de 1689 - † ?)

- '35 Anna Maria de Xampanya de Villaines - La Suze (vers 1705 - † 27 de desembre de 1783) casada el 30 d'abril de 1732 amb César Gabriel de Choiseul-Praslin,  (15 d'agost de 1712 - † 15 de novembre de 1785),[17] fill d'Hubert de Choiseul, Comte de Chevigny, i d'Henriette-Louise de Beauvau. Secretari d'Estat d'afers estrangers, a la Marina; Lloctinent general, ambaixador.[18]

- Els vassalls de la baronia depenien directament del rei com a duc de Beaumont. El 1771 la baronia fou donada per a part en herència al germà segon del rei Lluís XVI de França, el comte de Provença, futur Lluís XVIII de França.

- 36  Armand-Cèsar-Lluís o Renald Cèsar de Choiseul-Praslin, duc de Praslin (18 de gener de 1735 - † 5 de desembre de 1791) casat el 30 de gener de 1754 Suzanne- o Guyonne-Marguerite-Philippine de Durfort de Lorges (1737 - † 1806), filla de Guy-Louis de Durfort, duc de Lorges (1714 - † 1775) i de Randan, i de Maria Margarida Butault de Marsan. diputat i ambaixador a Nàpols.

- 37  Antoni-Cèsar de Choiseul-Praslin (6 d'abril de 1756 - † 28 de gener de 1808), comte de Sainte-Suzanne, casat amb Carlota Antonieta O'Brien.[19] de Thomond, filla de Carles O'Brien comte de Thomond,[19] i de Maria-Genoveva Gaultier de Chiffreville. Par de França, diputat de la noblesa per a la senescalia del Maine als Estats generals el 20 d'agost de 1789, mariscal de camp el 28 de novembre 1791, senador (1799 - † 1808), Comanador de la Legió d'Honor, inhumat al panteó.[20]
  -  A l'època revolucionària, el castell de Sainte-Suzanne fou declarat bé nacional, però res no indica que hagués estat venut, ja que el duc Antoine de Choiseul-Praslin es presenta de nou com adquiridor de Sainte-Suzanne per acte del 2 de ventós de l'any XI (20 de febrer de 1803).

La baronia i la propietat del castell va passar per diverses mans als segles XIX i XX.